# 旭町 (臺中市)

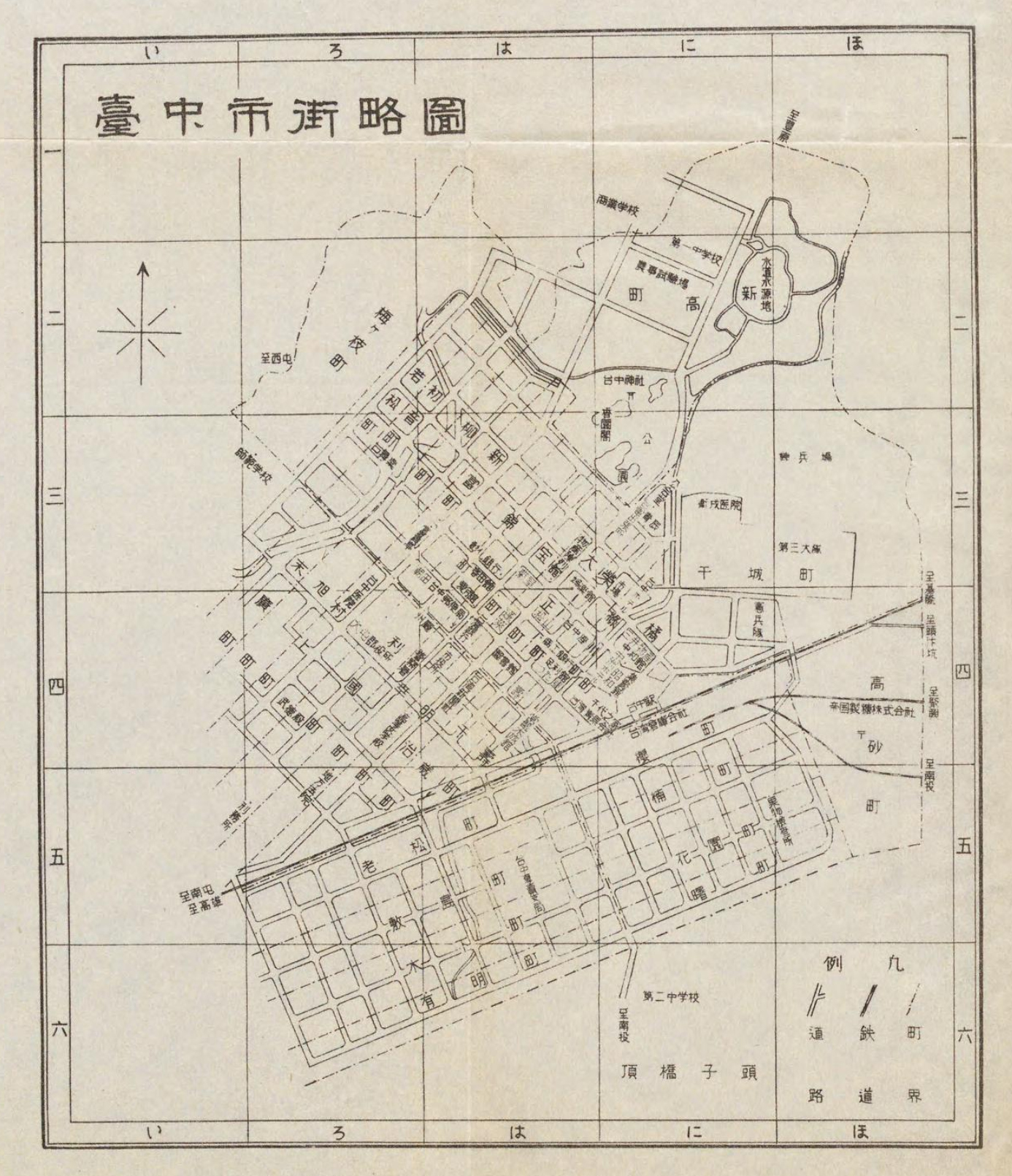
臺中市街略圖

旭町為台灣日治時期臺中州臺中市的町，分為九丁目，在末廣町之東、村上町之西；其最初在1916年公告為通稱町名，在1926年4月1日的町名改正公告中才正式設立，原臺中市大字的臺中改為31個町。

## 町內設施

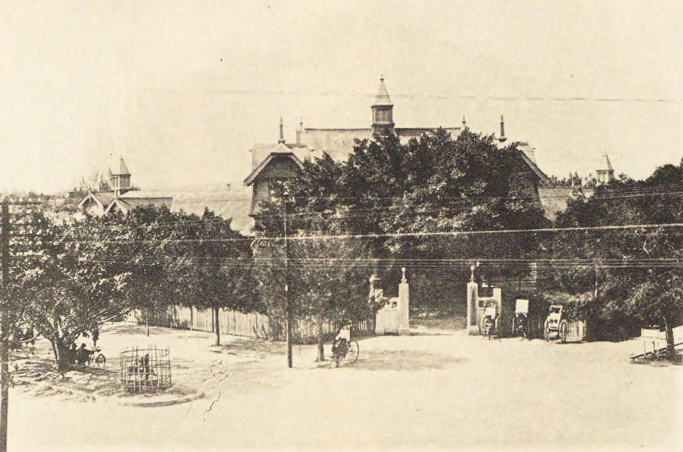
臺中醫院

一丁目
- 台中醫院（現衛生福利部臺中醫院）

三丁目
- 臺中鄰保館

四丁目
- 陸軍墓地

五丁目
- 旭町消費市場（現臺中市第五市場）

六丁目
- 大屯郡守官舍